# ترونيوز
ترونيوز موقع إلكتروني أمريكي من اليمين المتطرف يلفق الأخبار الزائفة ونظريات المؤامرة، ويملكه ريك ويلز. كثيرًا ما ينشر الموقع محتوى عنصري ومعاد للمثلية والسامية والإسلام. وأدرجه مركز قانون الحاجة الجنوبي ضمن مجموعات الكراهية.

## تاريخه
أسس وايلز المؤسسة باسم أمل أمريكا في سبتمبر 1998 لتكون دعوة مسيحية مقدسة مقرها منطقة دالاس فورت ورث. وفي الأشهر اللاحقة، جال وايلز في الولايات المتحدة متحدثًا عن التدهور الأخلاقي، إذ كان هدفه درء «الانهيار الاقتصادي» و«الحرب على الأراضي الأمريكية». وفي 24 مايو 1999، أطلقت المؤسسة أول بث إذاعي لها. وبعد خمس سنوات من البث المنتظم، غيرت المحطة الإخبارية اسمها لفترة وجيزة إلى أمريكا فريدوم نيوز، قبل أن تستقر على ترونيوز في عام 2004.
وفي فبراير 2020، حُظرت ترونيوز نهائيًا من اليوتيوب.

## محطات جدل
في أكتوبر 2014، أثارت ترونيوز جدالًا مفاده أن انتشار فيروس إيبولا «يمكن أن يحل مشاكل أمريكا المتعلقة بالإلحاد والمثلية الجنسية والاختلاطية الجنسية والمواد الإباحية والإجهاض». وفي أواخر يناير 2020، قال وايلز إن كوفيد - 19 كان «ملاك الموت» المبعوث من الله وأن «الأوبئة هي إحدى المراحل الأخيرة من القيامة».
تشتهر ترونيوز بالترويج لنظريات المؤامرة العنصرية والمعادية للسامية. وكثيرًا ما وصفت قناة ترونيوز الرئيس باراك أوباما بأنه «شيطان من الجحيم». إذ ادعى وايلز أن أوباما، في منصبه السابق رئيسًا، كان «الرئيس الجهادي» الذي «يشن الجهاد ضد الولايات المتحدة من داخل البيت الأبيض» واغتال قاضي المحكمة العليا أنتونين سكاليا ليكون «قربانًا وثنيًا».
كان من بين ضيوف وايلز في عام 2017 شخص ادعى أن الرئيس بيل كلينتون هو من آكلي لحوم البشر مما أدى إلى إصابته بالأمراض ذات الصلة. وأكد ضيف آخر أن إليزابيث الثانية ملكة المملكة المتحدة هي «من العظائيات» وقتلت ديانا، أميرة ويلز، لأن الأميرة كانت بصدد الكشف عن تورط العائلة المالكة في عبادة الشيطان. وأكد أيضًا أن إسرائيل و«المافيا اليهودية» كانا وراء اغتيال الرئيس جون كينيدي. وزعمت نسخة أخرى من برنامج وايلز أن إسرائيل و«كنيس الشيطان» يدفعان الولايات المتحدة لخوض الحروب نيابة عنهم.
أكد وايلز أن تأثيرات إعصار هارفي على مدينة هيوستن في تكساس في سبتمبر 2017 كانت جراء «التفاني تجاه مجتمع الميم» في هيوستن؛ وقد وصف اليهودية والإسلام «بأعداء المسيحية»؛ ووصف مهاجري أمريكا الوسطى «بالغزو البني» الذي يستخدمه الله لمعاقبة الأمريكيين البيض على الإجهاض القانوني؛ وزعم أن حادثة إطلاق النار في لاس فيغاس عام 2017 قد نفذته فرق اغتيالات حكومية تابعة «لنظام نازي من المثليين/المثليات»؛ وتوقع في يوليو 2018 انقلابًا وشيكًا (بقيادة أندرسون كوبر من السي إن إن وراشيل مادو من قناة إم إس إن بي سي) من شأنه أن يؤدي إلى قطع رؤوس عائلة ترامب عبر التلفزيون الوطني في حديقة البيت الأبيض.
روج وايلز لنظريات مؤامرة معادية للسامية تفيد بالتخطيط إلى هيمنة يهودية على العالم أثناء مناقشات مؤتمر آيباك لعام 2019. وقال على قناة ترونيوز في نوفمبر 2019 إن جلسة الاستماع في الكونغرس بشأن عزل دونالد ترامب «موبوءة باليهود» وتشكل «انقلابًا يهوديًا». وزعم قائلًا: «هذه هي الطريقة التي يعمل بها اليهود. فهم مخادعون. يتآمرون ويكذبون ويفعلون كل ما يتعين عليهم فعله لتحقيق أجندتهم السياسية» وأكد أن الولايات المتحدة ستصل إلى حالة حرب أهلية قبل عيد الميلاد. ونتيجة لذلك سيقتل اليهود ملايين المسيحيين. وقال وايلز في إشارة إلى خدعة بروتوكولات حكماء صهيون إن واضعيها «تنبأوا بدقة بما سيحدث في العالم». وزعمت ترونيوز ووايلز أن حركة حقوق المتحولين جنسيًا هي مؤامرة صهيونية لجعل البشرية جمعاء من المخنثين، وأن هذه المؤامرة المفترضة مستوحاة من المذهبين التلمودي والقبلاني، وأنها تتضمن «دس أشياء معينة في الطعام والشراب».
وفي نوفمبر 2019، عُلقت قناة ترونيوز مؤقتًا عن النشر على يوتيوب لانتهاكها القواعد الخاصة بالترويج لخطاب الكراهية. وأنكر وايلز أن لخطابه نية في معاداة السامية: «من الصعب القول. لا أعلم. يمكنني أن أخبركم من أعماق قلبي أنه لا توجد نية سيئة تجاه الشعب اليهودي، بكل صدق». وألقى باللوم على جورج سوروس في حملة منظمة ضده. وفي فبراير 2020، حُظرت ترونيوز نهائيًا من اليوتيوب.